# Distretto di Tapairihua
Il distretto di Tapairihua è un distretto del Perù nella provincia di Aymaraes (regione di Apurímac) con 2.131 abitanti al censimento 2007 dei quali 278 urbani e 1.853 rurali.
È stato istituito il 2 gennaio 1857.